# 호세 바소

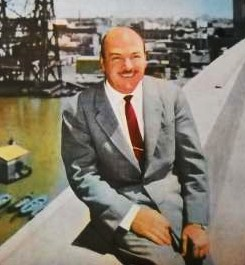

호세 이폴리토 바소(스페인어: José Hipólito Basso, 1919년 1월 30일 ~ 1993년 8월 14일)는 아르헨티나의 지휘자, 피아노 연주자 및 작곡가이다.
부에노스아이레스주의 페르가미노에서 태어나 어릴 때부터 피아노를 배웠으며, 14세 때 4중주단을 조직하고 탱고를 연주하여 어른들을 놀라게 하였다는 에피소드가 있다. 1934년에 탱고 계에 데뷔하였다. 그리고 1944년에 트로일로의 악단에 들어가 두각을 나타냈으며, 1947년에 독립하여 자신의 악단을 결성하였다. 그는 근대적인 연주가로 인기가 높았다. 작품으로는 《브라소 데 오로》, 자기 자녀의 머릿글자를 딴 《페카치》> 등이 있다.